# Spodoptera tasmanica
Spodoptera tasmanica là một loài bướm đêm trong họ Noctuidae.